# اچ‌ام‌اس فلمرشام (ام۲۶۲۷)
اچ‌ام‌اس فلمرشام (ام۲۶۲۷) (به انگلیسی: HMS Felmersham (M2627)) یک کشتی بود که طول آن ۱۰۰ فوت (۳۰ متر) بود. این کشتی در سال ۱۹۵۳ ساخته شد.